# Pottenstein (Ausztria)
Pottenstein osztrák mezőváros Alsó-Ausztria Badeni járásában. 2022 januárjában 2887 lakosa volt. 

## Elhelyezkedése

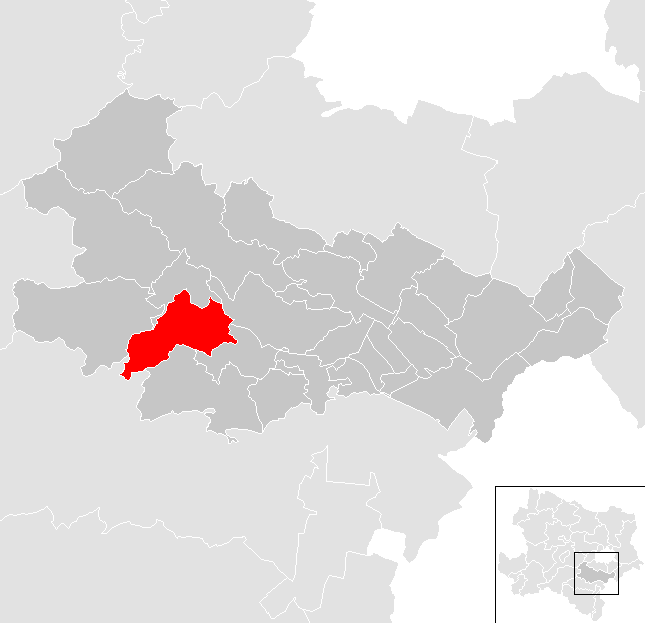
Pottenstein a Badeni járásban

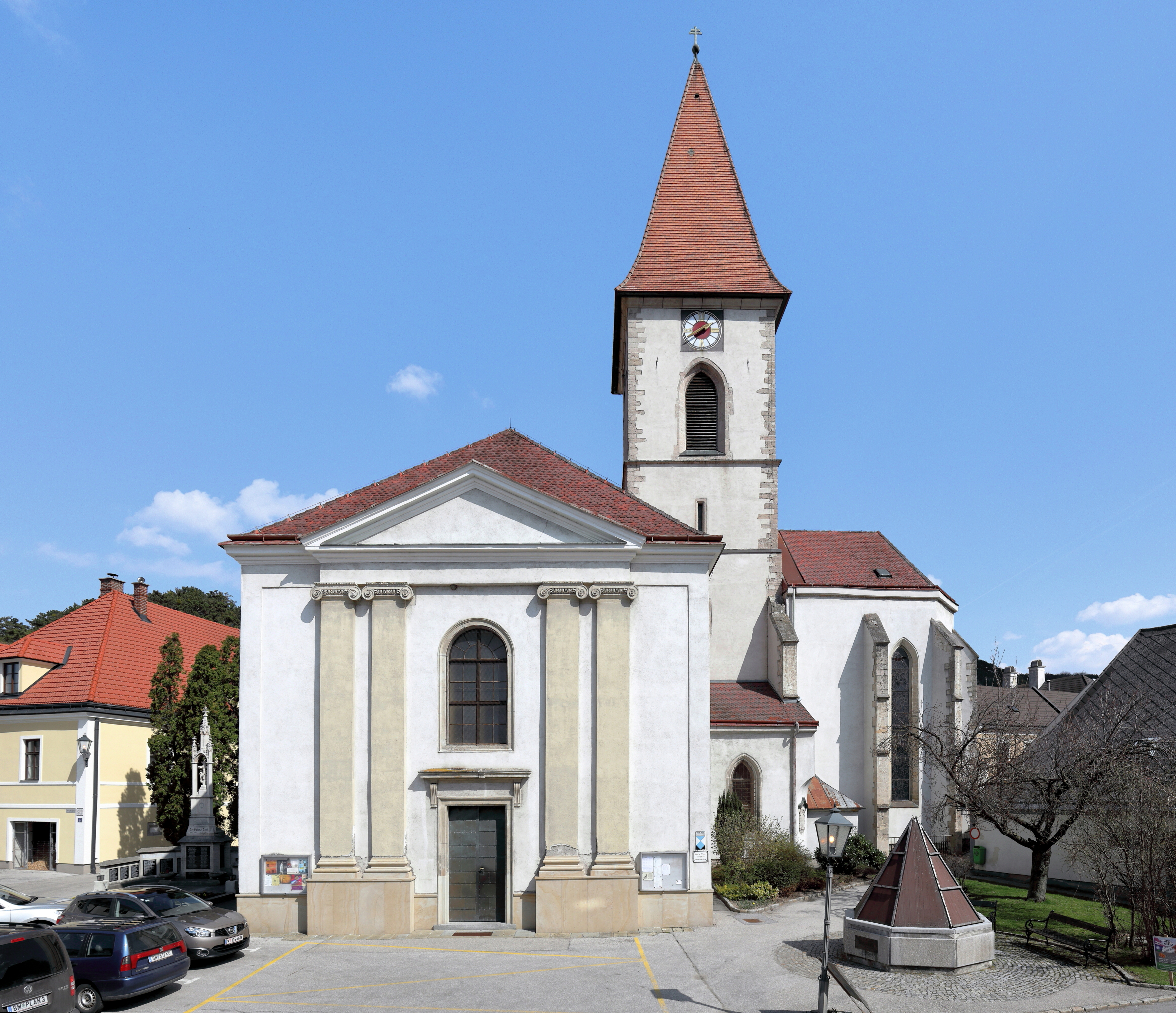
A Trosti Szűz Mária-kegytemplom

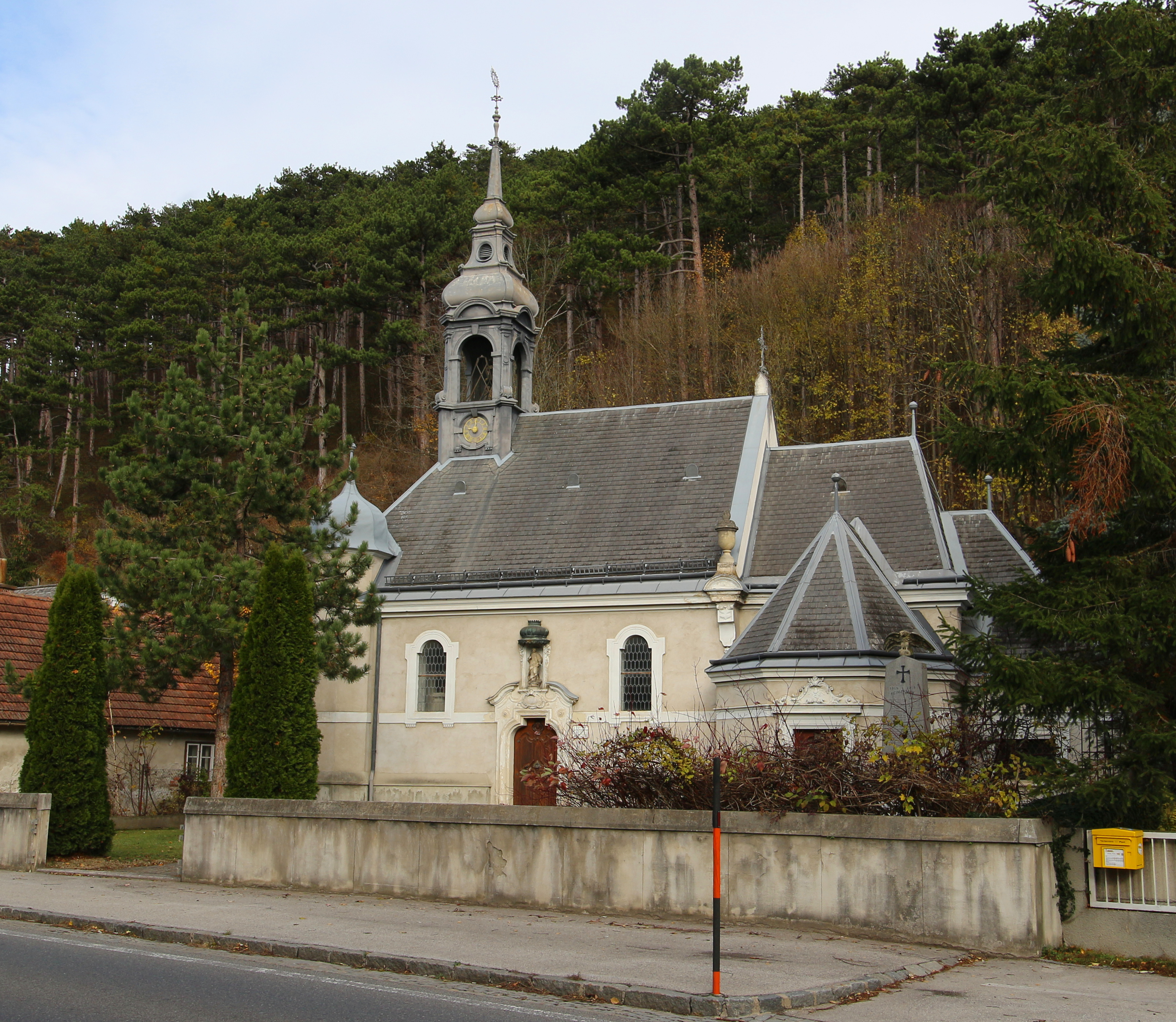
A fahrafeldi Szt. Katalin-templom

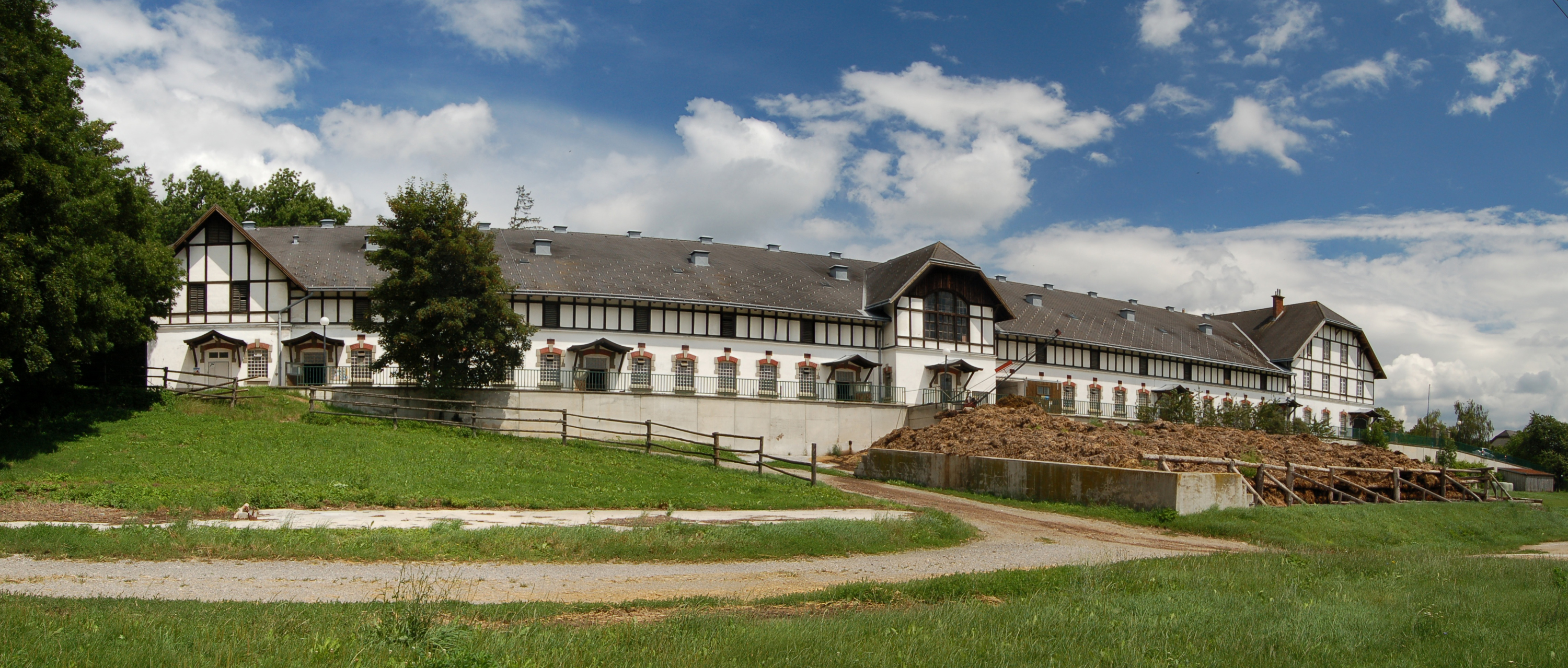
A kremesbergi tangazdaság

Pottenstein a tartomány Industrieviertel régiójában fekszik, a Bécsi-erdőben, a Triesting folyó mentén. Legmagasabb pontja a 796 m-es Waxeneck. Területének 82%-a erdő, 11,5% áll mezőgazdasági művelés alatt. Az önkormányzat két települést és településrészt egyesít: Fahrafeld (396 lakos 2022-ben) és Pottenstein (2491 lakos). 
A környező önkormányzatok: nyugatra Furth an der Triesting, északra Weissenbach an der Triesting, északkeletre Bad Vöslau, délkeletre Berndorf, délre Hernstein, délnyugatra Pernitz.

## Története
Pottensteint 1120-30-ban említik először egy bizonyos Poto von Potenstaina nevében, aki az ottani vár ura volt. Temploma 1155-ben már plébániatemploma volt, plébánosa az egész Triesting-völgyet ellátta. A várat a 15. században lerombolták és nem is épült újjá. A településre 1376-bn már mezővárosként hivatkoznak. A 15. századra helyi gazdasági központtá fejlődött, több malom, kohó, vashámor, fűrészmalom működött itt; többek között szakállas puskákat is gyártottak. 
Bécs 1683-as ostromakor a törökök felégették a települést és a templomot. 1696-ban a templomot a minoriták vették át és zarándokhellyé fejlesztették. A 18. században kardgyár létesült, amely a hadsereget látta el fegyverekkel; emellett egy rézhámor és egy fonóüzem is működött Pottensteinben. A vasút 1877-ben érte el a mezővárost. 

## Lakosság
A pottensteini önkormányzat területén 2022 januárjában 2887 fő élt. A lakosságszám 1951 óta 2600-3000 között ingadozik. 2020-ban az ittlakók 86,2%-a volt osztrák állampolgár; a külföldiek közül 1,5% a régi (2004 előtti), 4,9% az új EU-tagállamokból érkezett. 5,8% az egykori Jugoszlávia (Szlovénia és Horvátország nélkül) vagy Törökország, 1,7% egyéb országok polgára volt. 2001-ben a lakosok 67,4%-a római katolikusnak, 5% evangélikusnak, 2,3% ortodoxnak, 8,9% mohamedánnak, 14,8% pedig felekezeten kívülinek vallotta magát. Ugyanekkor 22 magyar élt a mezővárosban; a legnagyobb nemzetiségi csoportokat a németek (85%) mellett a törökök (6,6%), a szerbek (2%) és a horvátok (1%) alkották.
A népesség változása:

| 2016 | 2 912 |
| 2018 | 2 909 |

## Látnivalók
- a Trosti Szűz Mária-kegytemplom
- a fahrafeldi Szt. Katalin-templom

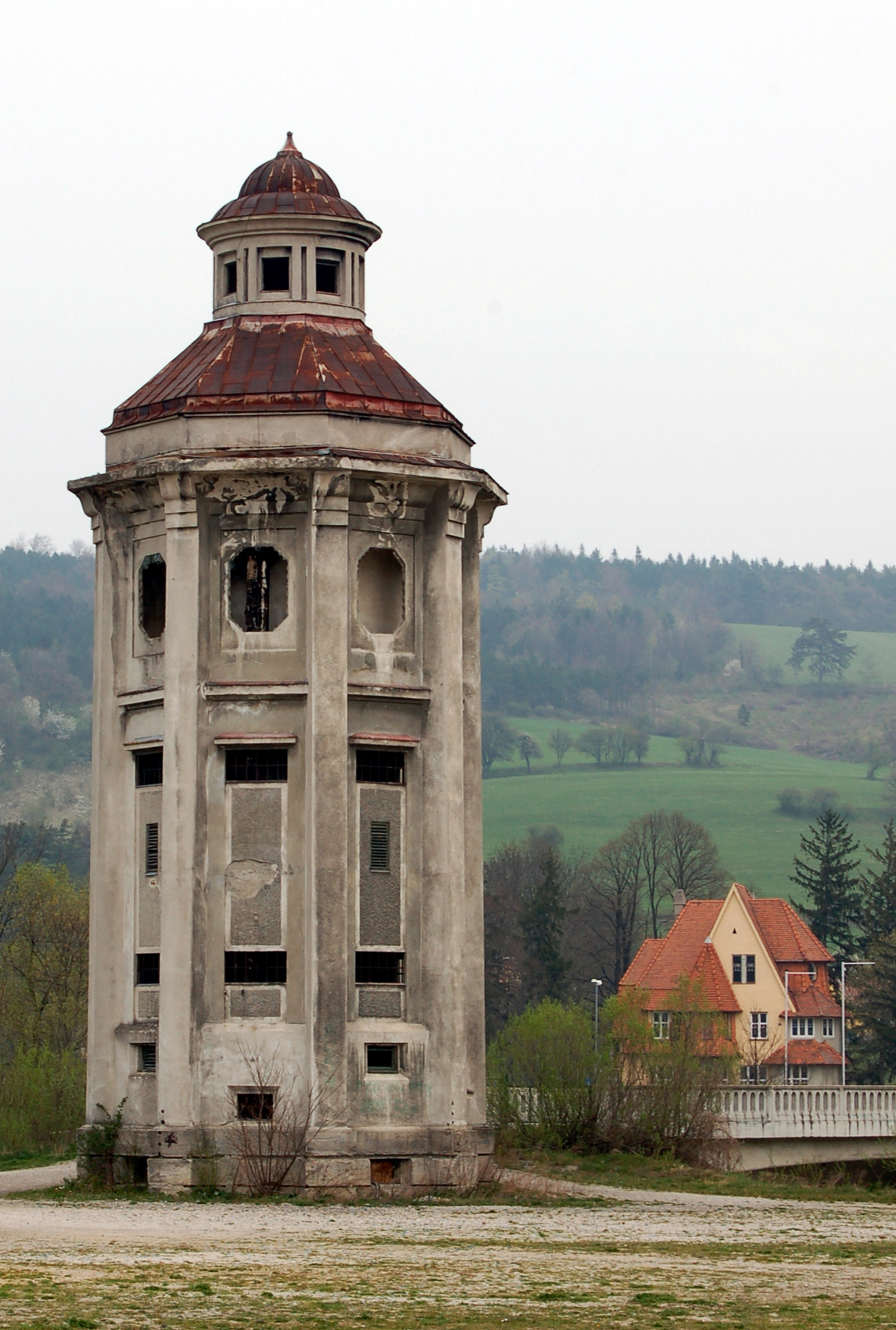
A Zimmermann-víztorony

- a kremesbergi oktató- és kutatógazdaság
- a volt Zimmermann húsüzem víztornya

## Fordítás
- Ez a szócikk részben vagy egészben  a   Pottenstein (Niederösterreich) című német Wikipédia-szócikk ezen változatának fordításán alapul.  Az eredeti cikk szerkesztőit annak laptörténete sorolja fel. Ez a jelzés csupán a megfogalmazás eredetét és a szerzői jogokat jelzi, nem szolgál a cikkben szereplő információk forrásmegjelöléseként.